# یواس‌اس ایندپندنس (۱۷۷۶ کرجی یک دگلی)
یواس‌اس ایندپندنس (۱۷۷۶ کرجی یک دگلی) (به انگلیسی: USS Independence (1776 sloop)) یک کشتی تجاری بود که طول آن ۱۰۷۰ فوت (۳۲۶/۱) بود.